# Moulin à vent de Contrecœur
Le Moulin à vent de Contrecœur est l'un des 18 derniers moulins à vent du Québec au Canada. Il a été classé Bien archéologique en 1983.

## Identification moderne
Le moulin est connu comme le moulin à vent Chaput, il est situé boulevard Marie-Victorin à Contrecœur. Il est la propriété de la ville de Contrecœur.

## Construction
La construction date de 1742 (lors du régime français), elle a été réalisée sur ordre de l'intendant Gilles Hocquart par le propriétaire d'alors Claude-Pierre Pécaudy de Contrecœur.

## Chronologie
Le moulin fut occupé ou possédé par différentes personnalités, parmi lesquelles : Xavier Boucher de la Perrière (neveu de Claude-Pierre Pécaudy de Contrecœur), François-Xavier Boucher, fils aîné du précédent, Xavier Mailhot, John Fraser, membre du Conseil législatif, puis, à partir de 1913 par la famille Chaput. En 1999, Mme Chaput décline l'offre de la ville pour l'achat du moulin mais l'offre à la Ville de Contrecœur. Le dernier meunier à y avoir travaillé était Joseph Lafrenière.
Le moulin à vent de Contrecœur a été classé bien archéologique le 11 février 1983.

## Architecture
Il s'agit d'un moulin de style saintongeais, aujourd'hui privé de son mécanisme d'origine ; il possède néanmoins son rouet originel. Il a été muni d'une éolienne lorsqu'il servit de pompe à eau pour les propriétés avoisinantes.

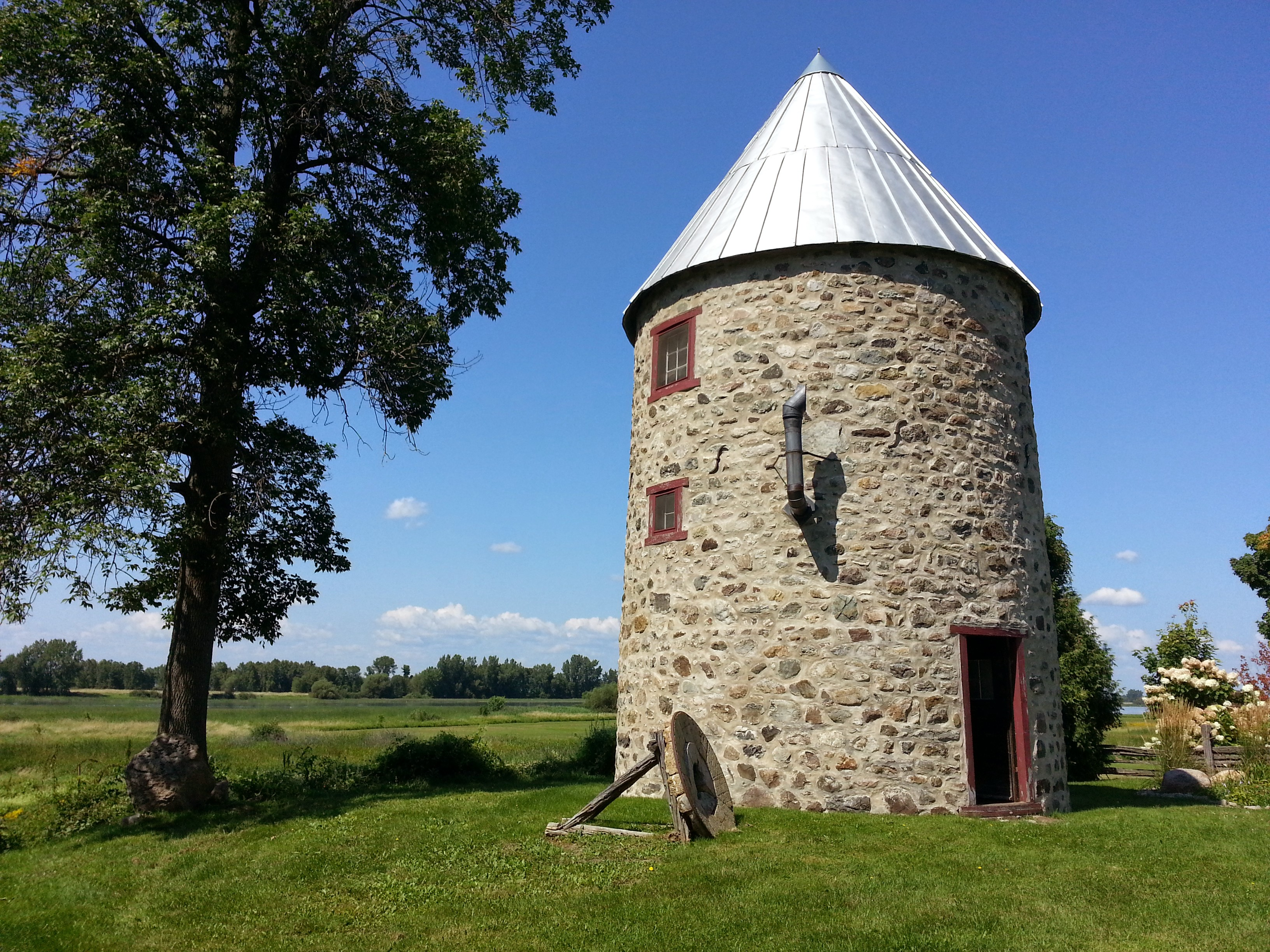
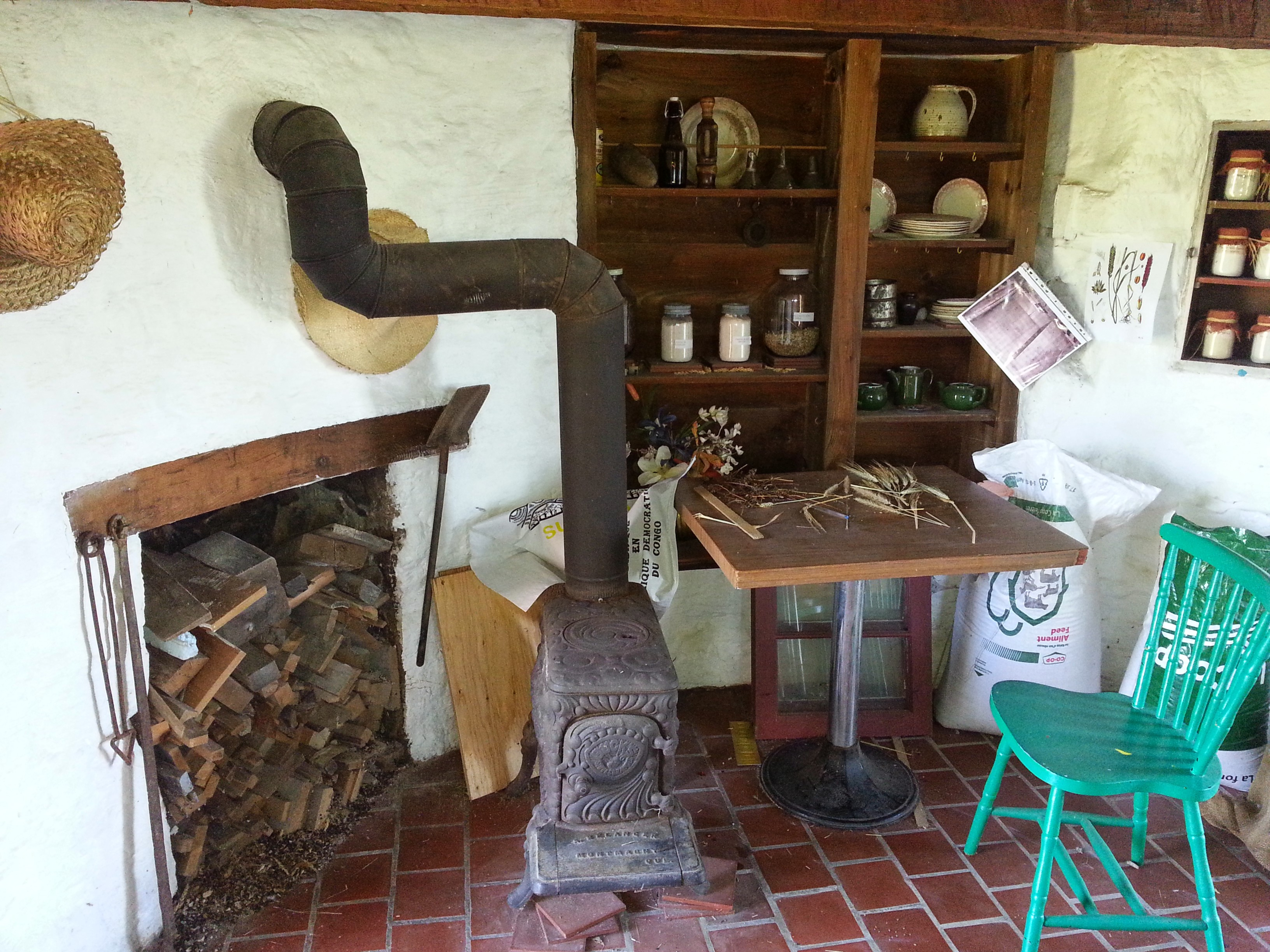